# Tipula (Pterelachisus) carinifrons carinifrons
Tipula (Pterelachisus) carinifrons carinifrons is een ondersoort van de tweevleugelige Tipula (Pterelachisus) carinifrons uit de familie langpootmuggen (Tipulidae). De ondersoort komt voor in het Palearctisch en Nearctisch gebied.